# قره‌عثمانیه (هوپا)
قره‌عثمانیه (به لاتین: Karaosmaniye) یک منطقهٔ مسکونی در ترکیه است که در هوپا واقع شده‌است. قره‌عثمانیه ۲۰۰ نفر جمعیت دارد.